# MicroATX
 (septembre 2019).
Si vous disposez d'ouvrages ou d'articles de référence ou si vous connaissez des sites web de qualité traitant du thème abordé ici, merci de compléter l'article en donnant les références utiles à sa vérifiabilité et en les liant à la section « Notes et références ».

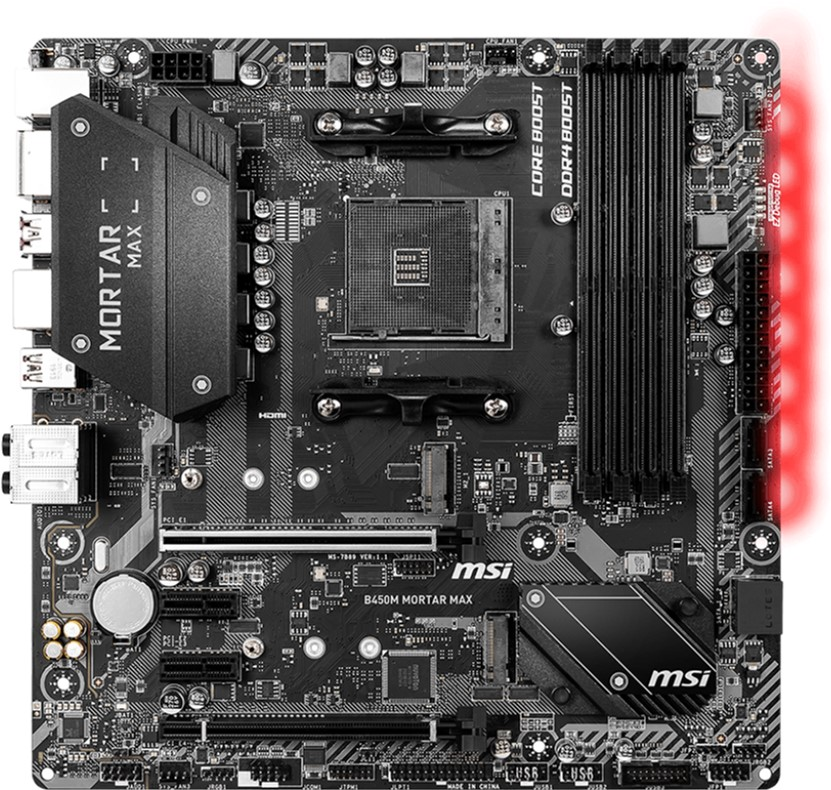
Exemple d'une carte mère au format micro ATX (de marque MSI)

ATX (pour Advanced Technology Extended) est un facteur de forme (format de carte mère) créé en 1995 par Intel. Il s’agissait de la première modification depuis l’introduction du format AT en 1984, dont il corrige la plupart des défauts. Le format BTX, introduit en 2005 par Intel afin de remédier aux défauts du format ATX, n’a pas réussi à le supplanter.
ATX se décline aussi dans des formats plus petits dénommés Baby ATX et Micro ATX destinés notamment aux barebones.
Une carte mère ATX a comme dimensions: 12 × 9,6 pouces (30,5 × 24,4 cm).
Une carte mère Micro ATX a comme dimensions: 9,6 × 9,6 pouces (24,4 × 24,4 cm).
Une carte mère mini-ITX a comme dimensions : 17 × 17 cm.